# 氷老人
氷 老人（ひ の おきな）あるいは氷 老（ひ の おゆ）は、飛鳥時代の豪族。姓は連

## 出自
氷氏は、氷室の氷を司どる伴造の氏族で、氷連（宿禰）氏は『新撰姓氏録』「左京神別」によると、石上朝臣氏は「神饒速日命之後也とある。また、氷連氏の中には、「河内国神別」で、饒速日命の11世の孫、「伊己灯宿禰之後也」となっているものもいる。『先代旧事本紀』「天孫本紀」によると、ともに物部大前宿禰連が始祖とあり、物部氏系統の氏族であったようである。

## 経歴
『日本書紀』巻第二十五の記述によると、氷老人は氷真玉（ひ の またま）の子で、孝徳天皇の白雉4年（653年）吉士長丹（きし の ながに）を大使とする遣唐使の学生として、入唐した。この遣唐使は南島路をとり、大使高田根麻呂（たかた の ねまろ）の指揮した第2船は遭難したが、老人の乗った第1船は無事唐に到着した。『書紀』の引用する伊吉博徳書によると、ほかの11名や韓智興（かんちこう）・趙元宝（ちょうがんほう）とともに、「今年、使人と共に帰れりといふ」とあり、この「今年」をいつと判定するかによって、老人の帰国した年が変わってくる。『書紀』の本文の年代をとって、白雉5年（654年）とするか、（『博徳書』が記されたと推定される）博徳が熊津都督府の県令、司馬法聡らの「送使」の使命を果たして帰国した天智天皇7年（667年）とするかで意見が分かれている。
これらの記事とは別に、白村江の戦いで捕虜になった氷老が、天智天皇の3年（669年）に唐人の計る所を朝廷に伝えるため、大伴部博麻(おおともべのはかま)が身売りして工面した費用で、土師富杼（はじ の ほど）・筑紫薩夜麻（つくし の さちやま）・弓削元実児（ゆげ の もとさねこ）とともに帰国したという記事もある。この「老」は、「老人」と同一人物であろうと言われている。
氷連氏は、八色の姓の制定により、天武天皇13年12月（684年）、宿禰の姓を与えられている。